# Visio (revue)
Pour les articles homonymes, voir Visio.

Visio est le titre de la revue de l'Association internationale de sémiotique visuelle (International Association for Visual Semiotics, Asociación de semiótica visual), créée en 1996 et publiée au Québec. 
Elle publie des articles dans les trois langues officielles de l'Association et a une politique de numéros thématiques.